# 3-羟异丁酰辅酶A
3-羟异丁酰辅酶A 英語：(或 3-羟基-2-甲基丙酰辅酶A英語：)是一种缬氨酸的代谢中间产物。